# 茨城県県央地域
茨城県県央地域（いばらきけんけんおうちいき）は、茨城県中部にある地域の総称。

## 概要
水戸市・ひたちなか市・小美玉市・笠間市・那珂市・東茨城郡大洗町・茨城町・城里町・那珂郡東海村を含む。茨城県の政治行政の中心である水戸市が地域の中心となっている。人口687,649人、面積1,146.58km²、人口密度600人/km²。（2025年2月1日、推計人口）
JR常磐線が、県南地域から県北地域へ、小美玉市から水戸市経由で東海村を走っている。そのほか、JR水戸線が水戸市・笠間市を、JR水郡線が水戸市・ひたちなか市・那珂市を、鹿島臨海鉄道大洗鹿島線が水戸市・大洗町を、ひたちなか海浜鉄道湊線がひたちなか市を走っている。

## 該当する市町村
- 水戸市
- ひたちなか市
- 小美玉市
- 笠間市
- 那珂市
- 東茨城郡
  - 大洗町
  - 茨城町
  - 城里町
- 那珂郡
  - 東海村

## 交通

### 道路
高速道路
- 常磐自動車道
- 北関東自動車道
- 東関東自動車道

国道
- 国道6号
- 国道50号
- 国道51号
- 国道118号
- 国道123号
- 国道245号
- 国道349号

### 鉄道
JR
- 常磐線
- 水戸線
- 水郡線

JR線以外（私鉄）
- 鹿島臨海鉄道大洗鹿島線
- ひたちなか海浜鉄道湊線

### 港湾
- 茨城港（中核国際港湾、重要港湾）
  - 常陸那珂港区
  - 大洗港区

### 空港
- 茨城空港